# Jüdischer Friedhof Lackenbach

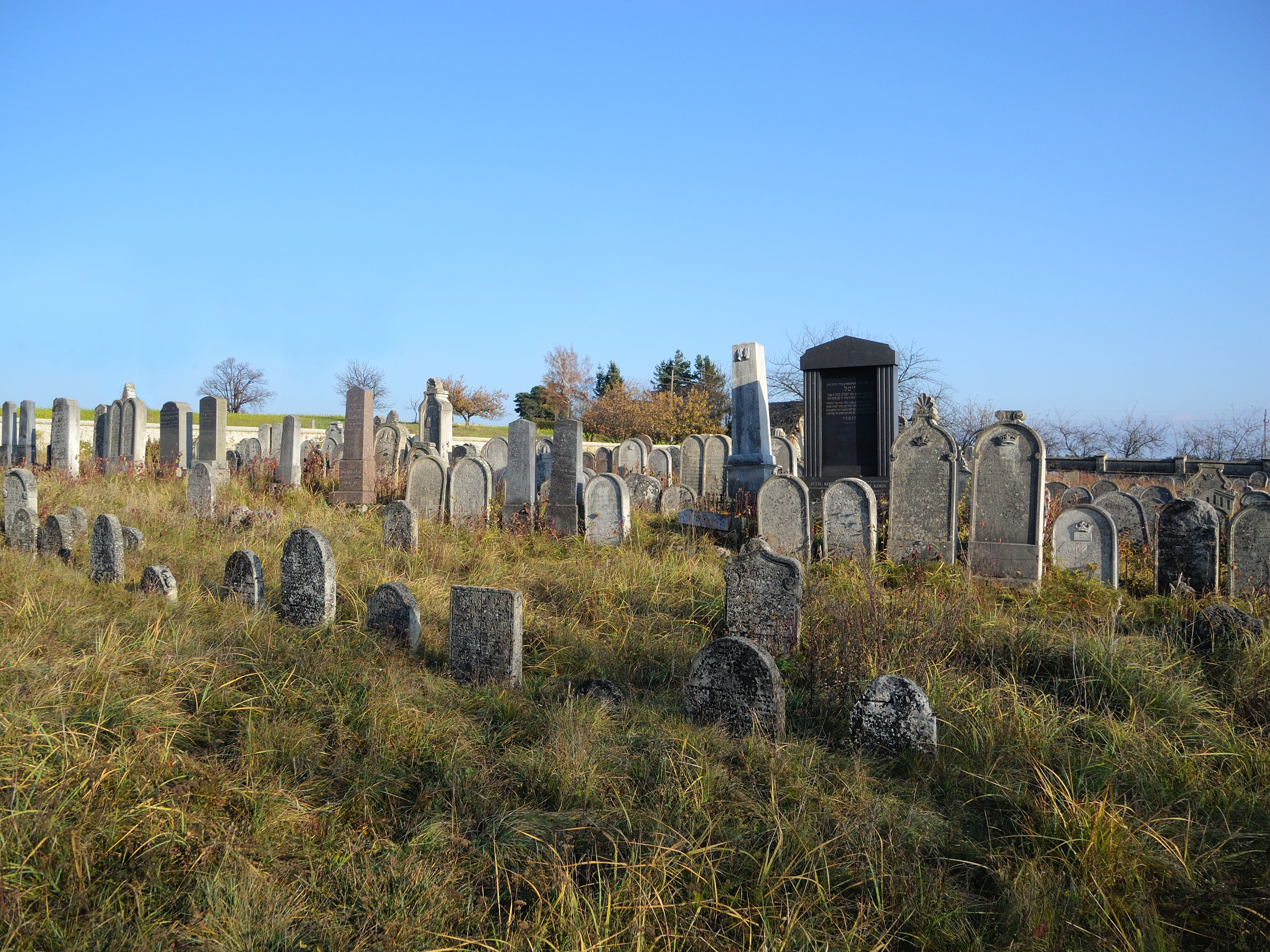
Jüdischer Friedhof in Lackenbach

Der Jüdische Friedhof Lackenbach befindet sich in der Marktgemeinde Lackenbach im Bezirk Oberpullendorf im Burgenland. Der Jüdische Friedhof steht unter Denkmalschutz.

## Geschichte
Der Friedhof an der Bergstraße wurde im 18. Jahrhundert angelegt. Während des Zweiten Weltkrieges wurden auf dem Gelände auch Roma und Sinti bestattet. Da aber nach dem jüdischen Religionsgesetz Juden und Nichtjuden nicht auf einem gemeinsamen Friedhof beerdigt werden dürfen, hat man die Gräber durch einen Zaun getrennt.
Der älteste Grabstein auf dem ca. einen Hektar großen Friedhof, auf dem sich fast 1800 Gräber befinden, stammt aus dem Jahr 1729. Mitte der 1990er Jahre wurde der Friedhof vom Verein Schalom generalsaniert.